# Mayhem (album de Lady Gaga)
Pour les articles homonymes, voir Mayhem (homonymie).
Albums de Lady Gaga
Harlequin
(2024)
Singles
1. Die with a Smile
Sortie : 16 août 2024
2. Disease
Sortie : 25 octobre 2024
3. Abracadabra
Sortie : 3 février 2025

MAYHEM est le septième album studio de la chanteuse et compositrice américaine Lady Gaga, sorti le 7 mars 2025.
Cet album fait suite au dernier projet musical, Harlequin (2024), album compagnon du film Joker: Folie à deux et à Chromatica (2020), dernier album studio de la chanteuse.
Le tandem avec Bruno Mars, Die with a Smile a été la première œuvre à être publiée, le 16 août 2024, par la suite, le titre du duo a été inclus dans le 7e opus de Gaga comme annoncé par la chanteuse.
Le premier single de l’album, Disease, sorti le 25 octobre 2024, marque officiellement le retour de Gaga, 5 ans après son dernier album studio, Chromatica (2020).  Abracadabra, deuxième single officiel de l’album, a été présenté lors des Grammy Awards 2025, le clip vidéo a été diffusé pendant les publicités de la cérémonie.

## Développement
Au début de la réalisation de son album aux studios Henson à Los Angeles en janvier 2023, elle rend visite aux Rolling Stones qui y enregistrent leur album Hackney Diamonds (qui sort en fin d'année). Le groupe l'invite à chanter sur leur chanson Sweet Sounds of Heaven dans un style gospel (avec Stevie Wonder aux claviers),. Cette collaboration lui permet de rencontrer Andrew Watt qu'elle engage comme co-producteur exécutif de son futur album et reprend le travail à zéro.
Selon Lady Gaga, l'inspiration de l'album est née d'une période d'introspection profonde et de défis personnels. Elle a décrit l'album comme « un voyage transgressif à travers les genres » reflétant ses diverses influences musicales et expériences de vie. En interview avec Rolling Stone le 10 décembre 2024, Gaga a caractérisé le projet comme une œuvre éclectique qui fusionne divers genres, styles et émotions, guidée par son amour profond pour la musique.
Le titre Mayhem reflète une esthétique « chaotique » et explore les contrastes entre célébrité, jeu et créativité. Les visuels et clips associés ont été pensés pour compléter les thèmes de l'album, avec des influences des années 1980 et une imagerie théâtrale.
L'album a été enregistré au studio Shangri-La de Rick Rubin à Malibu, en Californie, où Gaga avait également enregistré Joanne (2016) et la bande originale de A Star Is Born (2018). Des sessions d'enregistrement supplémentaires ont eu lieu aux The Village Studios à West Los Angeles, aux Henson Recording Studios à Hollywood et aux Shampoo Press & Curl Studios. Toutes les pistes ont été mixées aux MixStar Studios à Virginia Beach et masterisées au Sterling Sound à Edgewater, New Jersey.

## Réception

### Réception critique
L’album a été accueilli de manière très favorable par la critique. Le site Metacritic lui attribue la mention « acclamation universelle » avec une note moyenne de 84/100, la plus élevée de la carrière de Lady Gaga, basée sur 24 critiques. 
Pitchfork lui a décerné la note de 8,0/10, saluant un retour à une pop dramatique et à grande échelle qui rappelle, selon le média, « pourquoi Gaga impressionne toujours ». 
The Guardian met en avant un retour aux racines dance-pop de la chanteuse, enrichies d’éléments disco et new-wave, qui renforcent sa signature vocale et visuelle. The New Yorker considère que, malgré son titre chaotique, Mayhem est « le disque le plus joyeux » de Gaga, célébrant pleinement ses multiples talents. 

### Réception commerciale
À sa sortie, Mayhem débute directement à la première place du classement américain Billboard 200, devenant le sixième album numéro un de Lady Gaga aux États-Unis. 
Mayhem a connu un démarrage notable sur les plateformes de streaming. L’album a totalisé environ 45,3 millions d’écoutes sur Spotify lors de sa première journée et 219 millions au cours de sa première semaine, établissant un record pour un album féminin en 2025 ainsi que pour Lady Gaga elle-même.

### Réception d'«Abracadabra» (single)
Le titre « Abracadabra » a généré 4,91 millions d’écoutes sur Spotify lors de ses premières 24 heures, le meilleur démarrage solo de Lady Gaga sur la plateforme. En première semaine, il a cumulé environ 47,7 millions de streams, entrant dans le top 10 du Billboard Global 200. 
Aux États-Unis, le morceau débute à la première place du classement Billboard Hot Dance/Electronic Songs et à la 29ᵉ place du Billboard Hot 100, avec 13,7 millions de streams et 1,3 million d’impressions radio. Il atteint la 13ᵉ place du Hot 100 lors de sa deuxième semaine. 
Au Royaume-Uni, « Abracadabra » entre en sixième position du UK Singles Chart avant d’atteindre la troisième place la semaine suivante, constituant la meilleure performance solo de Gaga depuis Born This Way (2011). 
La vidéo officielle a dépassé 113 millions de vues sur YouTube en avril 2025 et environ 171 millions en juillet de la même année.

## Liste des pistes
| No  | Titre                                   | Auteur                                                                                | Producteur(s)                                 | Durée |
| --- | --------------------------------------- | ------------------------------------------------------------------------------------- | --------------------------------------------- | ----- |
| 1.  | Disease                                 | Lady Gaga, Andrew Watt, Cirkut, Michael Polansky                                      |                                               | 3:49  |
| 2.  | Abracadabra                             | Lady Gaga, Andrew Watt, Circuit, Siouxsie Sioux, Budgie, John McGeoch, Steven Severin |                                               | 3:43  |
| 3.  | Garden of Eden                          | Lady Gaga,                                                                            | Lady Gaga, Gesaffelstein, Andrew Watt, Cirkut | 3:59  |
| 4.  | Perfect Celebrity                       | Lady Gaga,                                                                            |                                               | 3:49  |
| 5.  | Vanish into You                         | Lady Gaga,                                                                            |                                               | 4:04  |
| 6.  | Killah (featuring Gesaffelstein)        | Lady Gaga                                                                             | Lady Gaga, Gesaffelstein, Andrew Watt, Cirkut | 3:30  |
| 7.  | Zombieboy                               | Lady Gaga,                                                                            |                                               | 3:33  |
| 8.  | LoveDrug                                | Lady Gaga,                                                                            |                                               | 3:13  |
| 9.  | How Bad Do U Want Me                    | Lady Gaga,                                                                            |                                               | 3:58  |
| 10. | Don't Call Tonight                      | Lady Gaga,                                                                            |                                               | 3:45  |
| 11. | Shadow of a Man                         | Lady Gaga,                                                                            |                                               | 3:19  |
| 12. | The Beast                               | Lady Gaga,                                                                            |                                               | 3:54  |
| 13. | Blade of Grass                          | Lady Gaga                                                                             | Lady Gaga, Andrew Watt, Gesaffelstein         | 4:17  |
| 14. | Die with a Smile (featuring Bruno Mars) | Bruno Mars, Lady Gaga, D'Mile, James Fauntleroy, Andrew Watt                          | Bruno Mars, D'Mile, Lady Gaga, Andrew Watt    | 4:11  |

| 5. | Can't Stop the High | Lady Gaga, Andrew Watt, Circuit, |  | 3:31 |

| 11. | Kill for Love | Lady Gaga, Andrew Watt, Circuit, |  | 4:09 |

## Certifications
| Pays              | Certification | Unités    |
| ----------------- | ------------- | --------- |
| États-Unis (RIAA) | Platine       | 1 000 000 |
| France (SNEP)     | Or            | 50 000    |